# Jacopo Pesaro présentant le pape Alexandre VI à saint Pierre
Jacopo Pesaro présentant le pape Alexandre VI à saint Pierre (en italien : Jacopo Pesaro presentato a san Pietro da papa Alessandro VI) est une peinture à l'huile sur toile (145 × 183 cm) du Titien, datable d'environ 1503-1506, conservée au Musée royal des Beaux-Arts d'Anvers. Elle est signée « Titiano FC ». L'ouvrage, traditionnellement daté entre 1508 et 1512, a été réexaminé, permettant une datation vers 1503-1506, ce qui en ferait la première œuvre connue de Titien, âgé d'un peu moins de vingt ans.

## Histoire
Le retable de taille moyenne a été commandé comme ex-voto pour la victoire de Santa Maura contre les Turcs ottomans pendant la Guerre vénéto-ottomane (1499-1503) le 28 juin 1502, victoire de la flotte vénitienne commandée par Jacopo Pesaro, évêque de Paphos à Chypre, alors domination vénitienne, et représentant de la puissante famille Pesaro. Elle constitue une des rares victoires dans cette guerre qui se conclut l'année suivante par des concessions vénitiennes, dont le retour de Santa Maura.
Le retable dut être commandé au lendemain de la victoire et commencé vers 1503 car cette année-là le pape Alexandre VI Borgia, promoteur de l'initiative militaire, meurt ; aussitôt après il est l'objet d'une sorte de damnatio memoriae qui le fait disparaître des représentations. La toile n'a pas dû être livrée avant 1506, l'année du retour de Pesaro à Venise. Si l'interdiction des images a jamais affecté Venise, il est peu probable qu'elle l'ait fait en 1508-1510, lorsque Venise et la papauté étaient alliés dans la guerre de la Ligue de Cambrai. Alors qu'Alexandre est généralement « méprisé » après sa mort, Pesaro resta fidèle à la mémoire de son patron, et son testament de 1542 laissait de l'argent pour des messes à dire pour son âme.
À un peu moins de vingt ans, Titien parvient donc à décrocher une prestigieuse commande à Venise.
Le retable est à l'origine destiné à une église vénitienne non précisée, où il a été vu par Antoine van Dyck qui l'a copié dans un dessin. Présent dans les collections de Charles Ier (roi d'Angleterre), après la mort du roi et la mise aux enchères de ses collections, il finit dans les collections royales espagnoles, embellissant le couvent de San Pasquale à Madrid. En 1823, il figure dans celles de Guillaume Ier (roi des Pays-Bas), qui en fait don au musée d'Anvers.
Giovanni Battista Cavalcaselle, Adolfo Venturi et Georg Gronau se sont exprimés positivement sur la datation précoce, Pallucchini, Roberto Longhi et Antonio Morassi négativement. Hourticq parlait de 1515, en supposant une première intervention de Giovanni Bellini, et Suida suggérait plusieurs phases de réalisation, de 1512 à 1520. L'hypothèse d'un étalement dans le temps, et peut-être avec plus de mains, n'a cependant pas été confirmée par les radiographies qui ont révélé une texture chromatique uniforme.
La restauration réalisée peu avant 2003 a confirmé qu'elle se rapporte plus étroitement au « style monumental du Titien développé vers 1510-1511 ».
Malgré quelques défauts dans la peinture, Pesaro doit être suffisamment satisfait pour commander à Titien en 1518-1519  l'importante Madonna di Ca' Pesaro, toujours dans la basilique Santa Maria Gloriosa dei Frari, une œuvre clé dans le développement de l'artiste, qui s'attarde à nouveau sur la victoire de 1502.

## Description

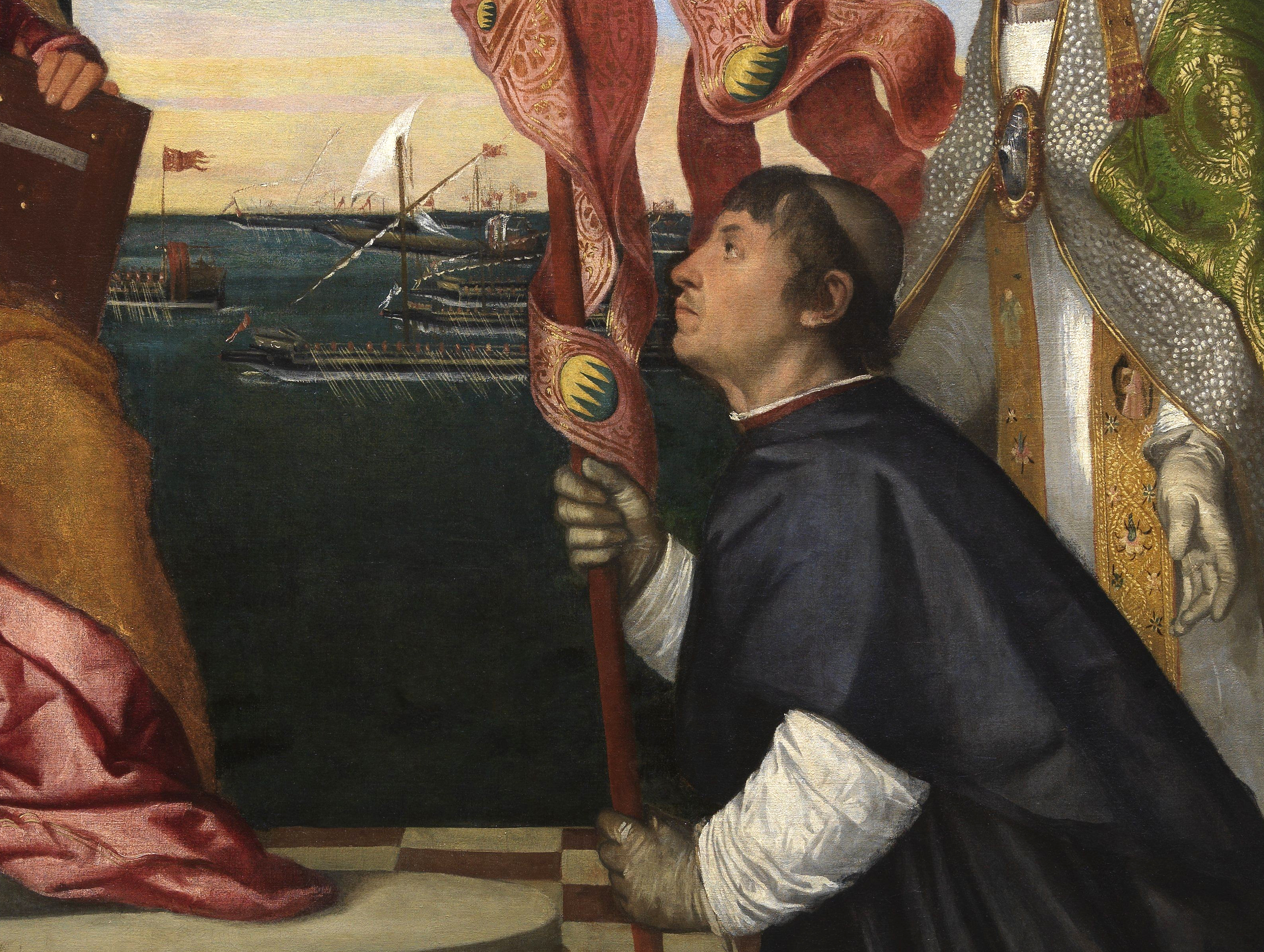
Détail : Jacopo Pesaro.

Le retable montre une composition asymétrique, avec saint Pierre intronisé à gauche, sur une double marche haute dont le bord est décoré de bas-reliefs classiques, sur un mur sombre au fond, tandis qu'à droite et de profil, Jacopo Pesaro est vu à genoux et derrière, le pape Alexandre VI, sur fond de paysage marin avec des galères en train de mettre les voiles, qui rappellent la bataille.
Pesaro, avec la tonsure indiquant son statut de religieux (il a été créé évêque par le pape Borgia en 1501), porte le manteau noir de l'Ordre de Saint-Jean de Jérusalem et tient la bannière aux insignes des Borgia, qui rappelle son rôle de commissaire des galères pontificales. Devant lui se trouve le casque de combat. Le pape, qui porte une somptueuse chape verte ornée de broderies d'or et la tiare pontificale, fait un geste de présentation derrière lui, auquel répond saint Pierre qui, évangile dans la main gauche, lève la main droite pour adresser un geste de bénédiction à Pesaro ; les clefs du Paradis, son attribut typique, sont posées à ses pieds sur la marche.
Au-dessous du saint, les  bas-reliefs de style classique sont représentés à deux niveaux. Comme dans ceux de l'Amour sacré et Amour profane, leur sujet exact a échappé à l'identification, mais Vénus et Cupidon semblent y figurer. Cela peut simplement faire allusion à Paphos, qui à l'époque classique était sacré pour Vénus ou, comme le suggère le musée, être une allégorie qui « démontre comment Pesaro, par son amour de Dieu, a remporté la victoire sur Santa Maura ».
Alexandre VI avait contribué par treize galères à l'effort de guerre principalement vénitien, la flotte vénitienne étant commandée par Benedetto Pesaro, le cousin de Jacopo. Entre la tête de Pesaro et Pierre, on peut voir des galères de guerre en action, et à droite d'Alexandre, la mer, se terminant à Leucade, ou peut-être à Paphos.
Le sol est en damier et sur une tablette blanche au centre en bas en cartellino, on peut lire : Ritratto di uno di casa Pesaro in Venetia che fu fatto generale di S.ta Chiesa. Tiziano F.[e]C.[it] soit « Portrait d'un homme de la maison Pesaro en Vénétie qui fut nommé général de Santa Chiesa. ». Cette tablette est un ajout ultérieur, qui identifie l'artiste et explique le sujet (en termes particulièrement vagues).

## Style

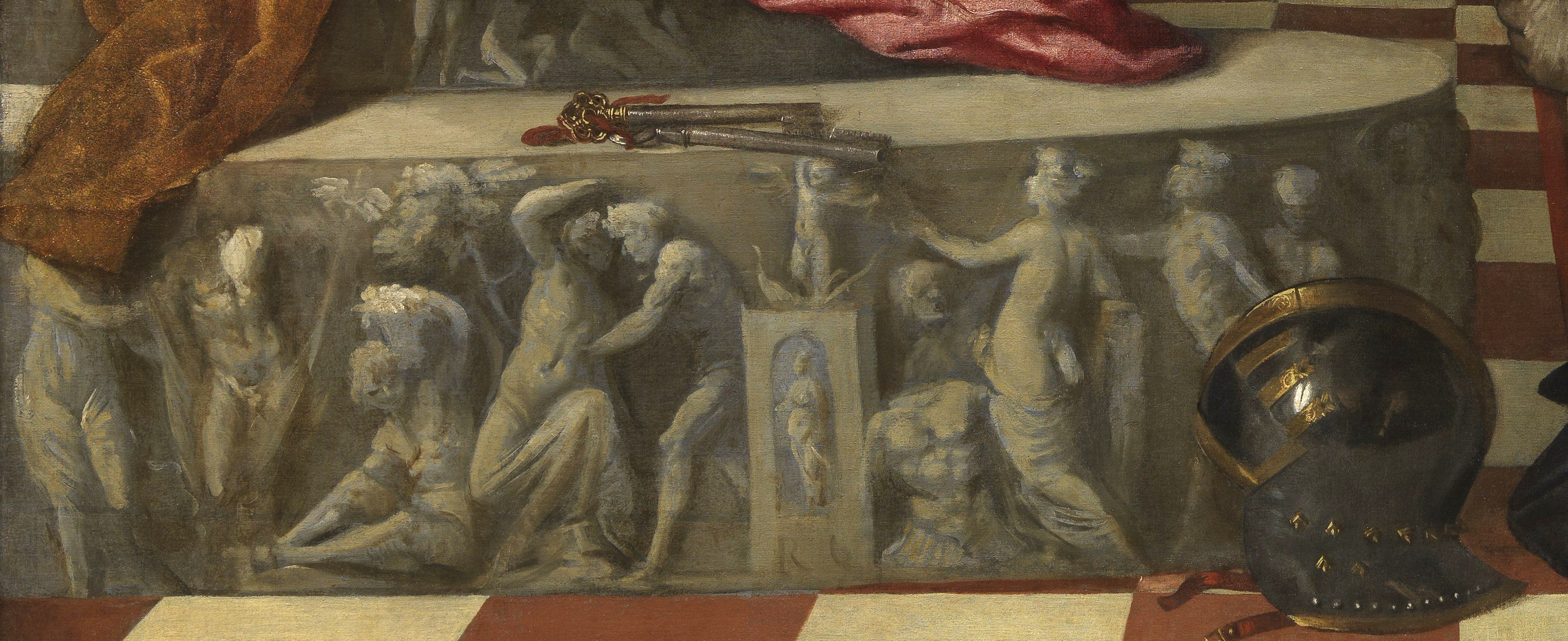
Détail de la frise et du casque.

Le tableau suggère stylistiquement l'activité d'un jeune artiste, se cherchant encore entre plusieurs maîtres : la figure du pape Alexandre VI a les allures quelque peu archaïques (plein éclairage, forte ligne de contour) de la peinture de Gentile Bellini, la première figure de référence du Titien ; le saint Pierre, quant à lui, présente les caractéristiques d'approfondissement psychologique du second maître de l'artiste, Giovanni Bellini, à l'époque « grand maître tutélaire » de la peinture vénitienne. Pourtant, c'est le troisième portrait, celui de Pesaro, qui frappe pour son réalisme vigoureux, irréfutablement de Titien, offrant un premier avant-goût de la plénitude de son art.
Les différences stylistiques entre les différentes figures ont été interprétées comme le résultat de l'indécision du jeune talent sur la voie à suivre, inspiré par les différents maîtres alors actifs dans la Lagune. La richesse des idées pose cependant la question du rapport du panneau avec d'autres œuvres similaires du Titien (Pala Gozzi, Sacra conversation Balbi ) ou d'autres peintres (Pala di San Zaccaria de Giovanni Bellini, 1505, Pala di San Giovanni Crisostomo de Sebastiano del Piombo, de 1510-1511, etc.).

## Analyse
En dehors de ces spécificités, la composition adapte la formule vénitienne habituelle d'un ex-voto du donateur présenté à la Vierge Marie par son saint patron, notamment tel que développé par Giovanni Bellini, dans l'atelier duquel Titien a passé quelque temps. Le musée suggère que Bellini a conçu la peinture, laissant l'exécution à Titien. Sans aucun doute, la figure du saint rappelle fortement le style de Bellini, tout comme la pose du pape. Les traits de ce dernier étaient évidemment copiés d'une médaille ou d'une autre image, il est donc beaucoup moins vivant en apparence que l'évêque, qui a probablement été peint sur le vif.